# West Lothian
West Lothian [ˌwɛstˈləʊðjən] bzw. Linlithgowshire (schottisch-gälisch Lodainn an Iar) ist eine von 32 Council Areas in Schottland. Sie liegt südlich des Firth of Forth und grenzt an Edinburgh, Falkirk und Midlothian.
West Lothian ist auch eine traditionelle Grafschaft. Als solche grenzt sie an Stirlingshire, Lanarkshire und Midlothian.

## Geografie
Der größte Teil des Gebiets ist ein fruchtbares Hügelland; der Südwestteil ist eben, mit ausgedehnten Strecken von Mooren und Heideland. West Lothian ist reich an Eisen, Steinkohle und Bausteinen.

## Community Councils
Auf lokaler Ebene bestehen potentiell 41 Community Councils, jeweils mit einem fest zugewiesenem Gebiet. Von diesen sind, Stand Mitte 2017, sieben inaktiv, sie sind in der nachfolgenden Liste mit einem * markiert:
| - Addiewell & Loganlea - Armadale - Bathgate - Bellsquarry & Adambrae - Blackburn - Blackridge - Breich* - Bridgend* - Broxburn - Carmondean* - Craigshill - Deans* - Dechmont - Dedridge | - East Calder & District - Ecclesmachan & Threemiletown - Eliburn - Fauldhouse - Greenrigg - Howden* - Kirknewton - Knightsridge* - Ladywell - Linlithgow & Linlithgow Bridge - Livingston Village - Longridge* - Mid Calder - Murieston | - Newton - Philpstoun - Polbeth - Pumpherston - Seafield - Stoneyburn - Torphichen - Uphall - Uphall Station - West Calder & Harburn - Westfield & Bridgehouse - Whitburn - Winchburgh |

## Sehenswürdigkeiten
- Linlithgow Palace
- Hopetoun House
- siehe auch Liste der Kategorie-A-Bauwerke in West Lothian

## Wirtschaft
West Lothian verfügt über eine vielfältige Wirtschaft und hatte im Jahr 2020 etwa 4.500 Unternehmen, die für fast 72.000 Arbeitsplätze sorgten. Im Jahr 2014 berichtete das West Lothian Council, dass die fünf größten Beschäftigungssektoren im Stadtbezirk das Gesundheitswesen, das Baugewerbe, der Einzelhandel, das verarbeitende Gewerbe sowie die Unternehmensverwaltung und unterstützende Dienstleistungen waren. Während in der Vergangenheit der Bergbau und die Schieferölförderung wichtige Arbeitgeber in der Region waren, machten sie im Jahr 2014 nur noch 0. 7 % der Beschäftigten in West Lothian aus. Die zehn größten privaten Arbeitgeber in West Lothian sind Sky UK, Tesco, Mitsubishi Electric, IQVIA (ehemals Quintiles/Q2 Solutions), Asda, Morrisons, Johnson & Johnson, Schuh, Jabil und Shin-Etsu Europe. Die beiden größten öffentlichen Arbeitgeber in der Grafschaft sind West Lothian Council und NHS Scotland.
Die Starlaw Distillery ist eine schottische Whisky-Brennerei in Bathgate, die dem französischen Getränkekonzern La Martiniquaise gehört. Die 2010 eröffnete Brennerei kann jährlich 25 Millionen Liter produzieren und verfügt über 29 Lagerhäuser (Keller) auf 75 Hektar, in denen über 600.000 Fässer reifen können. Glenmorangie, die Whisky-Brennerei, hat Büros und eine Abfüllanlage in Livingston, die 2011 eröffnet wurde.

## Partnerschaften
- Hochsauerlandkreis
- Grapevine (Texas)

## Politik
Der Council von West Lothian umfasst 32 Sitze, die sich wie folgt auf die Parteien verteilen:
| Partei                            | Sitze |
| --------------------------------- | ----- |
| Scottish Labour                   | 14    |
| Scottish National Party           | 13    |
| Action to Save St John's Hospital | 3     |
| Scottish Conservatives            | 1     |
| Unabhängig                        | 1     |